# スリ・グミラン・ブリッジ
スリ・グミラン橋もしくはスリ・ゲミラン橋（英語: Seri Gemilang Bridge、マレー語: Jambatan Seri Gemilang）は、マレーシアプトラジャヤにある儀式的な橋である。
当橋は、プトラジャヤ・コンベンション・センターとヘリテージ・スクエアを結んでいる。
全長240m、中央の主桁スパンが延長120m、両端の桁スパンが延長60mの構成となっている。車道は6車線あり、それぞれの橋桁の幅員は3.5mとなっている。デッキ層は、橋の中央部では水面より高さ36.75mとなっている。
当橋からの道路は、終端部分でプトラジャヤ・コンベンション・センターに通じている。